# Khorixas
Khorixas è una cittadina di 13 400 abitanti (censimento del 2009) della regione del Kunene, nella Namibia nordoccidentale. È la città principale della zona nota come Damaraland; fu effettivamente capitale del Bantustan del Damaraland nell'epoca dell'apartheid. L'etnia dominante è quella damara. Nel periodo dell'amministrazione sudafricana la cittadina era nota con il nome di Welwitschia, con riferimento alla Welwitschia mirabilis, una pianta tipica della zona. Il nome "khorixas" deriva dalla parola damara gorigas, che si riferisce a un tipo di cespugli particolarmente diffuso in quest'area.
Nella città si trovano una banca, un ospedale, un supermercato e un distributore di benzina; quanto basta per fare di Khorixas uno dei centri abitati più dotato di servizi della Namibia settentrionale.
Nei pressi di Khorixas si trovano diversi luoghi di interesse turistico, tra cui lo Ugab Vingerklip (un monolito di 35 m di altezza), una foresta pietrificata di Versteinerten con tronchi fossili che risalgono a 200 milioni di anni fa, il sito archeologico di Twyfelfontein, con i suoi celebri dipinti rupestri San, e le curiose formazioni basaltiche dette Organ Pipes.

## Collegamenti esterni

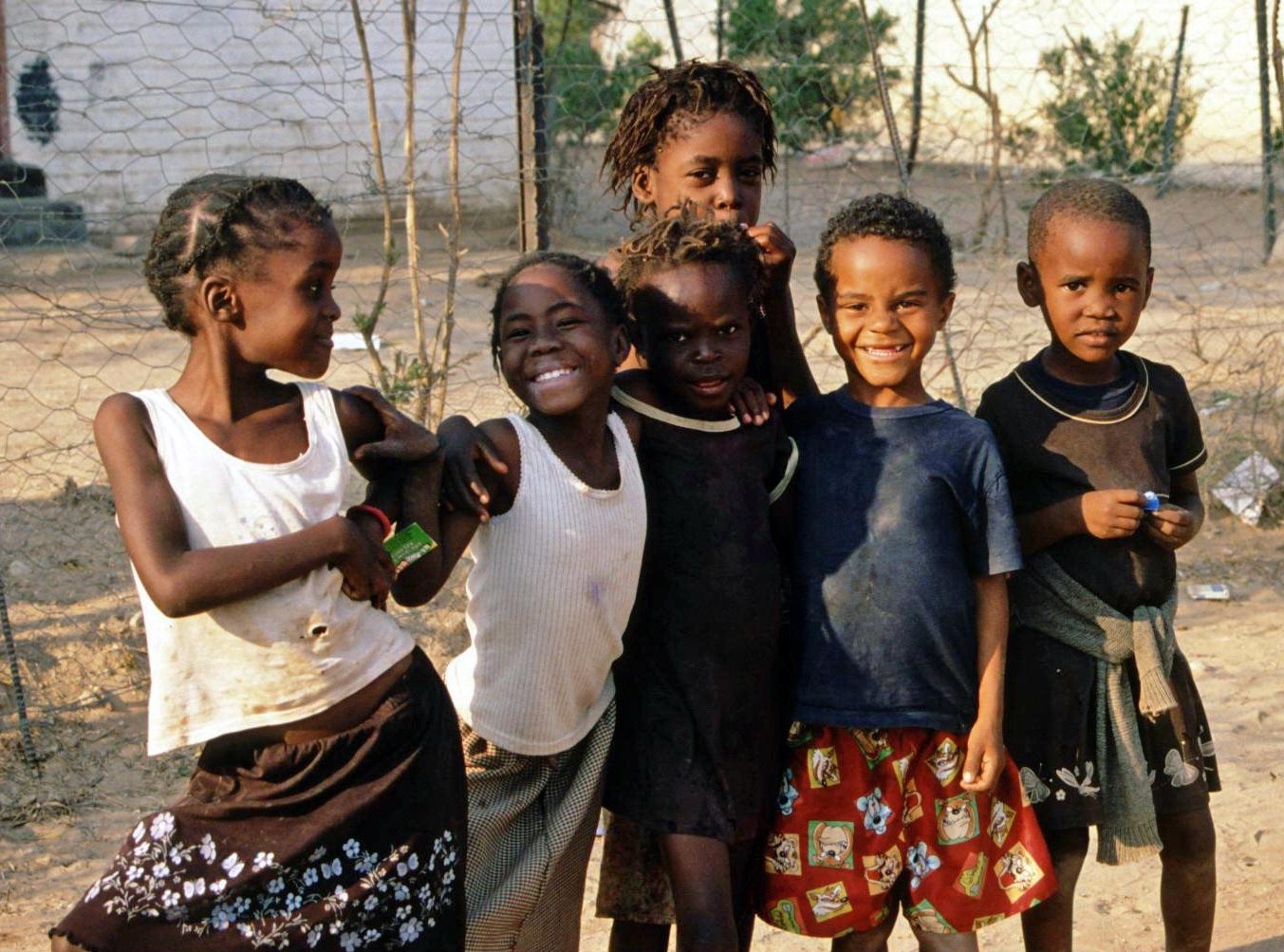
Bambini a Khorixas

Panorama della natura intorno alla città di Khorixas